# Metazygia floresta
Metazygia floresta là một loài nhện trong họ Araneidae.
Loài này thuộc chi Metazygia. Metazygia floresta được Herbert Walter Levi miêu tả năm 1995.